# WONDERFULER
『WONDERFULER』（ワンダフラー）は、かと*ふくの2枚目のシングル。2012年2月8日にDIVE II entertainmentから発売された。

## 概要
かと*ふくの2枚目のシングルである。デビューシングルである『あっぱれ!瞬間積極剤』と同時にリリースされた。BSフジで放送されていた『アドリブアニメ研究所』のエンディングテーマに起用されていた。
CD+DVD盤の形態でリリースされており、DVDには「アドリブアニメED映像」と「アドリブ裏トーク第二回戦」が収録されている。
ジャケットには、かと*ふくでの福原香織のイメージカラーであるブルーの髪の女の子が描かれている。

## シングル収録内容
| #         | タイトル                      | 作詞             | 作曲・編曲 | 時間  |
| --------- | ----------------------------- | ---------------- | ---------- | ----- |
| 1.        | 「WONDERFULER」               | 畑亜貴           | 石濱翔     | 4:00  |
| 2.        | 「アクセル!」                 | ヤスカワショウゴ | 岡部啓一   | 4:23  |
| 3.        | 「WONDERFULER」(Instrumental) |                  |            | 3:59  |
| 4.        | 「アクセル!」(Instrumental)   |                  |            | 4:20  |
| 合計時間: | 合計時間:                     | 合計時間:        | 合計時間:  | 16:42 |

| #  | タイトル                     | 作詞 | 作曲・編曲 |
| -- | ---------------------------- | ---- | ---------- |
| 1. | 「アドリブアニメED映像」     |      |            |
| 2. | 「アドリブ裏トーク第二回戦」 |      |            |